# Емили Проктър
Емили Малъри Проктър (на английски: Emily Mallory Procter) е американска киноактриса.
Родена е в град Роли, щата Северна Каролина на 8 октомври 1968 г.
Най-известна е с ролите си на Калей Дюкейн в сериала „От местопрестъплението: Маями“ и на Ейнсли Хейс в „Западното крило“. Участва във филма „Агент XXL 2“ от 2006 г.

## Личен живот
В началото на декември 2010 г. ражда дъщеря си Пипа от музиканта Пол Брайън. Бременността ѝ не е по сценария на деветия сезон на „От местопрестъплението: Маями“.